# 对生耳蕨
对生耳蕨（学名：Polystichum deltodon）为鳞毛蕨科耳蕨属下的一个种。

## 扩展阅读
- 維基物種上的相關：对生耳蕨